# Dialog om det 21. århundredes to vigtigste verdenssystemer
Dialog om det 21. århundredes to vigtigste verdenssystemer er Erwin Neutzsky-Wulffs debutroman udgivet i 1971 på forlaget Multivers. Romanen kostede ved udgivelsen 10 kr. og i romanens dialog, der foregår ca. 80 år inde i fremtiden fra bogens udgivelse, diskuterer to af hovedpersonerne, om den ene af dem bør sælge sit eksemplar af selv samme bog, da den nu er sjælden og derfor meget værd. I dag er bogen sjælden og ligger antageligvis i et prisleje et godt stykke over originalprisen. Kort efter udkom en forøget anden udgave, hvor der er tilføjet 6 citater/korte historier der følger op på hvor førsteudgaven sluttede. Modsat førsteudgaven er den sort med et vajra i bladguld på forsiden.
Bogen fik en blandet modtagelse af anmelderne. Elsa Gress mente at den var decideret nazistisk, mens Henrik Broberg og Neutzsky-Wulff anfægtede hendes synspunkt.

## Baggrund
Dialog om det 21. århundredes to vigtigste verdenssystemer er i titel og struktur formet efter Galileo Galileis "Dialog om de to store verdenssystemer". Vi møder således atter Salviati, Sagredo og Simplicio i dialog, denne gang om de to systemer; Wulfianismen (med ét f, selvom det er opkaldt efter Neutzsky-Wulff, der staves med to) det nye system, anført af Salviati, ligesom i det oprindelige værk, hvor han fremfører det nye verdensbillede, og Neospiritualismen, anført af Sagredo. Simplicio fremstår ikke så meget som en modstander af det nye verdensbillede, som i det originale værk, men mere som en der stiller sig kritisk over for begge systemer.
At læne sig op af tidligere værker fra litteraturhistorien, er et træk der går igen i resten af forfatterskabet, og som startede allerede med det første værk. I værket Etik, der er en uddybning af filosofien bag Wulfianismen, omtaler Neutzsky-Wulff sig som Zarawulfstra (jf. Nietzsches Zarathustra) og den politiske roman Døden er bygget op efter et af Søren Kierkegaards værker.